# Crypto-calvinismo
Crypto-calvinismo é um termo que define a influência calvinista na Igreja Luterana, durante as décadas logo após a morte de Martinho Lutero (1546).
Isso denota que era visto como uma opção escondida (crypto, de "kryptein", palavra grega para "esconder") da crença calvinista, ou seja, das doutrinas de João Calvino, por membros da Igreja Luterana. O termo foi aplicado para os alemães, que foram acusados de manter secretamente a doutrina calvinista da eucaristia.
O termo crypto-calvinista em luteranismo foi precedido pelos termos Zwinglianismo e Sacramentarianismo.